# Zeche Urbanus
Die Zeche Urbanus ist ein ehemaliges Steinkohlenbergwerk in Langendreer, Ortsteil Kaltehardt. Das Bergwerk war auch unter den Namen Zeche Urbanusbank und Zeche Urbanus Erbstolln bekannt. Das Grubenfeld der Zeche Urbanus befand sich südlich der Mergelgrenze im Bereich der zutage tretenden Flöze. Das Grubenfeld des Bergwerks lag teilweise auch auf dem Gebiet der Stadt Witten.

## Geschichte

### Die Anfänge
Bereits im Jahr 1715 wurde im Grubenfeld des Bergwerks Abbau betrieben. Im Jahr 1745 war der Stollen bereits 600 Meter aufgefahren. Nach einem Wassereinbruch wurde dieser erste Urbanus-Stollen im Jahr 1750 stillgelegt. Am 5. August des Jahres 1752 wurde die Mutung eingelegt. Als Muter traten auf der Freiherr zu Boenen, Diedrich Schulte und J. R. Rehlinghaus. Die drei Muter waren zu unterschiedlichen Teilen an dem beantragten Grubenfeld beteiligt. Die Feldeslänge des beantragten Grubenfeldes betrug 1670 Meter. Am 30. August des Jahres 1858 wurde das Bergwerk durch den Bergrat Johann Friedrich Heintzmann inspiziert. Heintzmann war der Auffassung, dass der Betrieb des Stollens höchstwahrscheinlich mit hohen Kosten verbunden sei. Aus diesem Grund war die Bergbehörde bereit, das überlange Grubenfeld zu Verleihen. Am 15. September des Jahres 1760 wurde das Längenfeld Urbanusbank für den Abbau in Flöz Dickebank verliehen. Im selben Jahr wurde für den Urbanus Erbstollen das Erbstollenrecht verliehen. Bei diesem Erbstollen handelte es sich um einen bereits früher angelegten Stollen, der jedoch wegen des Krieges nur kurze Zeit in Betrieb gewesen war und danach verfiel. Am 16. November des Jahres 1782 wurde eine erneute Mutung eingelegt. Als Muter trat diesmal der Kriegs- und Domänenrat Heinrich Liebrecht auf. Im Anschluss daran wurde der neue Urbanus-Erbstollen weiter aufgefahren. Beginnend ab dem Hevener Bach wurde der Stollen in östlicher Richtung aufgefahren, um die Felder Urbanusbank und Victor-Friedrichsbank zu lösen.  Am 17. Juni des Jahres 1784 wurde das Bergwerk durch den Leiter des märkischen Bergamtsbezirkes, den Freiherrn vom Stein befahren. Der Stollen hatte zu diesem Zeitpunkt eine Länge von 333 Metern ab Stollenmundloch, 267 Meter hinter dem Mundloch war ein Lichtloch angelegt worden. Vom Stein machte in seinem Protokoll Angaben über den Zustand und die personelle Belegung des Bergwerks. Im Jahr 1786 wurde das Erbstollenrecht für den Urbanus Erbstollen verliehen. Verliehen wurde das Erbstollenrecht an den Domänenrat Liebrecht und den Bergmeister Heintzmann.

### Der weitere Ausbau und Betrieb
Am 24. Mai des Jahres 1787 wurde die Verleihung des Erbstollenrechtes für den Urbanus-Erbstolln erneuert. Es wurde die Erlaubnis zum Abbau von Steinkohle erteilt. Noch im selben Jahr erreicht der Stollen bei einer Auffahrungslänge von 750 Metern das Karbon und auch gleich die ersten Flöze. Es wurde mit der Förderung der abgebauten Kohle begonnen. Im Jahr 1789 wurde das Bergwerk mit dem Victor-Friedrich-Erbstolln vereinigt. Grund für die Vereinigung waren die Besitzverhältnisse, beide Stollen befanden sich im Besitz derselben Gewerkschaft. Im selben Jahr erreicht der Urbanus-Erbstollen das Flöz Urbanus, es wurde mit dem Abbau begonnen. Das Flöz wurde im Unterwerksbau abgebaut. Im Jahr 1792 betrug die Länge des Urbanus-Erbstollens bereits 1110 Meter. Am 29. Mai des Jahres 1793 wurde ein Vertrag zur Anlegung des tieferen Gesellschafts-Erbstollens geschlossen. Im Jahr 1796 war der Schacht No. 14 in Förderung. In diesem Jahr wurden 45.130 Ringel Steinkohle gefördert. Diese Förderleistung entsprach zu dieser Zeit der doppelten Leistung der Normalförderung jedes anderen Bergwerks. Bedingt durch die guten Abbauverhältnisse, konnte die Leistung des Bergwerks gesteigert werden. Dieser Erfolg hielt über 20 Jahre an.
Im Jahr 1800 waren die Schächte August und Liesabeth in Betrieb. Im Jahr 1804 war Schacht Wilhelm in Betrieb. Im Jahr 1805 waren sämtliche Kohlenvorräte im Urbanus-Erbstollen abgebaut, daher wurde der Betrieb im Urbanus-Erbstollen eingestellt. Nachdem ein aus dem Gesellschaftsstollen aufgefahrener Querschlag das Flöz Sanssouci erreicht hatte, wurde der Querschlag von der Zeche Urbanus weiter in Richtung Norden aufgefahren. Im Jahr 1809 wurde das Lichtloch Nr. 7 mit dem Querschlag durchschlägig. Im Jahr 1810 wurde im Bereich des Lichtloches Nr. 7 abgebaut. Im Jahr 1813 erreichte der Querschlag nach Norden im Grubenfeld Urbanus das Flöz Langebank. Nachdem der Querschlag das Flöz erreicht hatte, wurde in dem Grubenfeld ein Schacht bis zur Sohle des Querschlages, die sich auf der Teufe der Gesellschafts-Erbstollensohle befand, geteuft. Im Anschluss daran wurde erneut mit dem Abbau begonnen. Im Jahr 1815 wurde im Bereich des Lichtlochs Nr. 9 abgebaut. Im Jahr 1820 waren die Schächte Thurm und Andreas in Förderung. Im Jahr darauf wurden mit 40 Bergleuten 3584 Tonnen Steinkohle gefördert. Im Jahr 1824 waren die Schächte Ankunft und Gotthelf in Förderung. Ab dem Jahr 1828 begannen die Gewerken damit, ihr Bergwerkseigentum zu vergrößern. In der Zeit von 1825 bis zum 22. August des Jahres 1828 konsolidierte die Zeche Urbanus mit weiteren Bergwerken und Grubenfeldern zur Zeche Vereinigte Urbanus.